# Ligament ménisco-tibial médial
Le ligament ménisco-tibial médial (ou  ligament coronaire médial (du genou)) est un ligament de l'articulation fémoro-tibiale. 

## Description
Le ligament ménisco-tibial médial est la partie de la capsule articulaire de l'articulation fémoro-tibiale qui relie le bord inférieur de la corne postérieure du ménisque médial au bord médial du plateau tibial. 

## Anatomie fonctionnelle
Le ligament ménisco-tibial médial empêche la translation antérieure du tibia.